# Calchín Oeste
Calchín Oeste es una localidad situada en el Departamento Río Segundo, en la provincia de Córdoba, Argentina.
Esta pequeña ciudad se encuentra en plena pampa húmeda y  situada sobre la Ruta provincial S-397, que conecta la localidad con la ruta provincial 13, a 139 km de la ciudad de Córdoba.
Se ubica en el centro de la llanura oriental, rodeado de campos fértiles para la siembra y la cría de animales, en una zona marginal de la cuenca lechera de Villa María.
La zona rural de la localidad es atravesada por el arroyo Calchín.
Las fiestas patronales se celebran anualmente el 30 de agosto: su patrona es Santa Rosa de Lima.
La principal actividad económica es la agricultura, la ganadería y la industria.

## Población
Cuenta con 842 habitantes (Indec, 2010), lo que representa un incremento del 10% frente a los 759 habitantes (Indec, 2010) del censo anterior.
| Gráfica de evolución demográfica de Calchín Oeste entre 1991 y 2022 |
|                                                                     |
| Fuente: Censos nacionales del INDEC                                 |

## Toponimia
Calchín significa en la lengua nativa "Paraje Salado".

## Historia
La historia de este pueblo se remonta a casi 100 años atrás, con los primeros asentamientos de familias principalmente inmigrantes italianos procedentes del Piamonte, hasta la pujante población que es hoy, debido fundamentalmente a su rica actividad económica e industrial, vinculada al campo.

### Capilla Santa Rosa de Lima
Los orígenes capilla se remontan al año 1946, cuando un grupo de mujeres constituyeron la primera Comisión Pro Templo con la Sra. Anita de Bendinelli como presidenta. 
Las celebraciones religiosas comenzaron desde esa fecha a realizarse en el galpón del Sr. Ángel Bendinelli. 
El 29 de agosto de 1960 el padre Humberto Patiño bendijo la capilla de Calchín Oeste con Santa Rosa como su patrona.
En la actualidad en el predio de la capilla se encuentran también la casa parroquial, la sacristía, un salón de usos múltiples y los sanitarios.

## Celebraciones

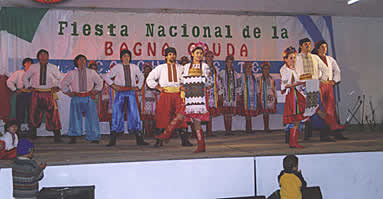
Fiesta Nacional de la Bagna Cauda

De fuerte ascendencia italiana, su población recuerda todos los años sus tradiciones, con la Fiesta Nacional de la Bagna Cauda.
También se realiza la Fiesta Regional de los Tallarines Caseros.

## Sismicidad
La sismicidad de la región de Córdoba es frecuente y de intensidad baja, y un silencio sísmico de terremotos medios  cada 30 años en áreas aleatorias.